# Polska Filharmonia Sinfonia Baltica w Słupsku
Polska Filharmonia „Sinfonia Baltica” im. Wojciecha Kilara w Słupsku – polska instytucja kultury, zajmująca się działalnością koncertową.

## Historia
Została utworzona w ramach Państwowego Teatru Muzycznego w 1977 przez Grzegorza Nowaka, który 1 września 1980 roku przekształcono w Teatr Dramatyczny i Orkiestrę Kameralną. Od czerwca 2005 roku działa jako Polska Filharmonia Sinfonia Baltica. 
Z orkiestrą występowali najwięksi soliści i dyrygenci. Od początku swego istnienia związana jest z odbywającym się co roku w Słupsku Festiwalem Pianistyki Polskiej, często biorąc udział w prawykonaniach utworów kompozytorów polskich (Dębski, Kuźniak, Moss). Na swoim koncie ma m.in. koncerty z muzykami jazzowymi z Michałem Urbaniakiem, Adamem Makowiczem, słupskim pianistą i kompozytorem Leszkiem Kułakowskim, Henrykiem Miśkiewiczem, musicalowe (muzyka Andrew Lloyd Webbera), a nawet rockowe (symfoniczne wersje przebojów lat 90. Od Claptona do Jacksona).
Do jednych z największych osiągnięć zespołu można zaliczyć nominację do nagrody amerykańskiego przemysłu fonograficznego – Grammy Award.
Muzycy występowali w wielu krajach Europy (Niemcy, Szwajcaria, Włochy, Francja, kraje Beneluxu ). Poza typowymi programami symfonicznymi orkiestra wykonuje bardzo różnorodny repertuar, często będący na pograniczu różnych stylistyk i gatunków, np. utwory z repertuaru wykonawców muzyki pop i jazzowej w wersji symfonicznej. Orkiestra nagrała do tej pory dwadzieścia sześć płyt, wśród nich m.in. Beatles Symphony Orchestra z utworami Lennona i McCartneya w wersji symfonicznej w aranżacji Bohdana Jarmołowicza oraz Can’t Buy Me Love z Wadimem Brodskim. Płyta, nagrana dla amerykańskiej wytwórni Centaur Records z koncertami saksofonowymi w wykonaniu Grega Banaszaka przyniosła orkiestrze w roku 1998 nominację do prestiżowej nagrody Grammy. Za koncert Violin Summit z udziałem gwiazd polskiej wiolinistyki otrzymała najwyższe wyróżnienie w województwie pomorskim – Pomorską Nagrodę Artystyczną „Gryf” 2003 w kategorii: wydarzenie artystyczne. 
Słupski zespół ma na swoim koncie także współpracę ze Zbigniewem Preisnerem, którego Requiem dla mojego przyjaciela wykonał na koncertach w Holandii (w tym w słynnej Concergebouw w Amsterdamie), z wybitnym akordeonistą francuskim Richardem Galliano (tournée po Polsce i płyta Tango Forever), ze światowym sławy baletem z Petersburga, któremu akompaniowała, wykonując Jezioro łabędzie i Dziadka do orzechów Piotra Czajkowskiego. 
Orkiestra przygotowała też wraz z klezmerskim zespołem Kroke program złożony z utworów z repertuaru tej znakomitej krakowskiej grupy i wystąpiła w kilku miastach Polski. 

## Dyrektorzy
Od 1992 do 2017 roku dyrektorem instytucji był dyrygent, aranżer i kompozytor Bohdan Jarmołowicz. Od 2018 do 2021 roku stanowisko dyrektora objął Ruben Silva, polski dyrygent boliwijskiego pochodzenia o międzynarodowej sławie, natomiast od dnia 01.09.2021 roku stanowisko p.o. dyrektora objął prof. Bogdan Kułakowski. Obecnie Dyrektorem Polskiej Filharmonii "Sinfonia Baltica" im. Wojciecha Kilara jest prof. dr hab. Alina Ratkowska - klawesynistka, dyrygentka i animatorka kultury, uhonorowana Fryderykiem, nagrodą Splendor Gednanesis i wieloma innymi wyróżnieniami.

## Wydane płyty
- Gian Paolo Chiti - Concerto, Trivium, KONZERTSTÜCK (1987)
- Ludwig van Beethoven - V Koncert fortepianowy Es-dur op.73 (1989)
- Christmas With The Polish Nightingales (1991)
- Chopin And Other Songs (1994)
- Beatles Symphony Orchestra (1995)
- Czy mnie jeszcze pamiętasz? (1997)
- Saxophone Concertos (1998)
- Eurofonia - na głos, kwintet jazzowy i orkiestrę symfoniczną (1998)
- W dzień Bożego Narodzenia. Kolędy (1999)
- The Brewery Beatles Sounds (2000)
- Fryderyk Chopin - Unknown Beauty (2000)
- My Blue (2001 r.)
- Twentieth Century Works for Flute and Orchestra (2001)
- Fluto Concerto The Two Stradivarius Concerto (2001)
- Astor Piazzolla, George Gershwin (2001)
- Mahin Zarinpanjeh - Persian Dance (2002)
- Krzesimir Dębski - Concerto for Flute and Orchestra/Double Concerto for Violin, Viola and Orchestra
- Krzesimir Dębski - Concerto for Piano and Orchestra/Organismi for Piano Solo (2003)
- Krzesimir Dębski - Symphony Nihil Homine Mirabilius (2002)
- Tańce Rzeczpospolitej, czyli Powszechnie znane utwory (2003)
- TANGO FOREVER (live) (2004)
- Tango alla polacca (live) (2004)